# Campagne armeno-partiche di Corbulone
Le campagne armeno-partiche di Corbulone (58-63) costituiscono una nuova guerra tra Romani e Parti per la supremazia sul vicino regno d'Armenia. Sono parte delle guerre romano-partiche.
L'Armenia era stata un regno cliente romano fin dai giorni dell'imperatore Augusto, ma nel 52/53, i Parti riuscirono a insediare il proprio candidato, Tiridate, sul trono armeno. Questi eventi coincisero con l'ascesa di Nerone al trono imperiale a Roma, e il giovane imperatore decise di reagire vigorosamente. La guerra, che costituì l'unica importante campagna militare estera del suo regno, cominciò con alcuni rapidi successi per le truppe romane, condotte dall'abile generale Gneo Domizio Corbulone. Esse superarono in battaglia le truppe leali a Tiridate, insediarono il proprio candidato, Tigrane VI, sul trono armeno, e lasciarono la regione. I Romani furono favoriti dal fatto che il re partico Vologase era intento a reprimere una serie di rivolte in Ircania. Una volta represse le rivolte, tuttavia, i Parti rivolsero le proprie attenzioni sull'Armenia, e dopo due anni di campagne inconcludenti, inflissero una sconfitta pesante ai Romani nella battaglia di Rhandeia.
Il conflitto si concluse subito dopo, con un compromesso formale: un principe partico della dinastia arsacide sarebbe stato insediato sul trono armeno, ma la sua nomina doveva essere approvata dall'imperatore romano. Questo conflitto costituì il primo confronto diretto tra la Partia e Roma fin dai tempi della disastrosa spedizione di Crasso e delle campagne di Marco Antonio un secolo prima, e sarebbe stata la prima di una lunga serie di guerre tra Roma e la Persia per il controllo dell'Armenia (cfr. guerre romano-persiane).

## Contesto storico
Le terre del Regno d'Armenia, tra il Mar Nero e il Mar Caspio, erano da tempo motivo di contesa tra Roma e l'impero dei Parti, per il controllo della regione. Grazie, in larga parte, all'impiego di una potente cavalleria pesante e di mobili arcieri a cavallo, la Partia si era rivelata ormai da tempo il più formidabile nemico orientale dell'impero romano. Nel 53 a.C., il triumviro Crasso era stato sconfitto pesantemente, perdendo la stessa vita nella disastrosa battaglia di Carre. Negli anni che seguirono la disfatta, Roma non solo fu dilaniata da guerre civili e quindi incapace di azioni militari contro i Parti, ma anche la politica orientale augustea e quella dei suoi successori non aveva portato ad una situazione di stabilità al di là dell'alto corso dell'Eufrate. Nel 20 a.C., Augusto riuscì a imporre un protettorato romano in Armenia, incoronando Tigrane III re cliente dei Romani. Il controllo romano sulla regione venne assicurato attraverso una serie di re clienti romani fino al 37 d.C., allorché il candidato partico, Orode, ascese al trono armeno. Il candidato romano, Mitridate, recuperò il trono grazie al supporto dell'imperatore Claudio nel 42, ma fu deposto nel 51 da suo nipote Radamisto di Iberia. Ma la situazione era in continuo divenire e per l'imperatore romano Nerone era intollerabile.

### Casus belli
Il governo di Radamisto divenne rapidamente impopolare, e ciò fornì al re partico Vologase I l'opportunità per intervenire. In breve tempo le sue forze si impadronirono delle due capitali dell'Armenia, Artaxata e Tigranocerta, e posero suo fratello minore Tiridate sul trono. L'arrivo di un inverno rigido e lo scoppio di un'epidemia costrinsero i Parti al ritiro, consentendo a Radamisto di recuperare il controllo della regione. Il suo comportamento nei confronti dei suoi sudditi, tuttavia, peggiorò addirittura, ed essi insorsero. Pertanto nel 54 Radamisto fu costretto alla fuga presso la corte di suo padre in Iberia, e Tiridate fu reimposto in Armenia.
Nello stesso anno, a Roma, all'imperatore Claudio succedette il figliastro Nerone. L'intromettersi dei Parti negli affari di una regione considerata nella sfera d'influenza romana mise in grande allarme i Romani, e fu considerato un test per mettere alla prova le capacità del nuovo imperatore. Nerone era preoccupato dal fatto che il re della Partia, Vologese I, avesse posto sul trono del regno d'Armenia il proprio fratello Tiridate sul finire del 54. Nerone si convinse che fosse necessario avviare preparativi di guerra in vista di un'imminente campagna militare. Per prima cosa dispose che in Siria le legioni fossero portate al completo degli effettivi, arruolando nuove reclute nelle province circostanti. I due re vassalli confinanti, Antioco IV di Commagene ed Erode Agrippa II di Calcide, furono invitati a tenere pronte le loro forze per una possibile invasione della Partia, mentre due regioni prossime all'Armenia, l'Armenia Minore ad occidente e la Sofene ad oriente dell'Eufrate, furono poste sotto re vassalli amici. Contemporaneamente la direzione delle operazioni fu affidata ad un abile generale, Gneo Domizio Corbulone, un generale che si era distinto in Germania e ora era governatore dell'Asia. Subordinati a Corbulone furono posti i legati Gaio Rutilio Gallico della provincia di Galazia e Ummidio Quadrato , governatore della Siria.

## Forze in campo
Le operazioni di questi anni di guerra coinvolsero le seguenti legioni:
- Legio III Gallica, Legio IIII Scythica, Legio V Macedonica, Legio VI Ferrata, Legio X Fretensis, Legio XII Fulminata e Legio XV Apollinaris;

oltre ad alcune vexillationes provenienti da altri fronti delle seguenti legioni:
- Legio III Cyrenaica, Legio VII Claudia Pia Fidelis, Legio VIII Augusta, Legio XI Claudia Pia Fidelis, Legio XIII Gemina e Legio XXII Deiotariana.[10]

Il totale delle forze messe in campo dall'Impero romano potrebbe aver superato i 100 000 armati coinvolti, mai però più di 50/60 000 direttamente; di essi, una metà fu costituita da legionari (provenienti da ben 13 legioni), la restante da ausiliari.

## Fasi del conflitto

### Manovre diplomatiche e preparativi

L'Armenia e l'Oriente romano nel 50 ca., prima dello scoppio del conflitto.

A Corbulone fu affidato il controllo di due province, la Cappadocia e la Galazia, con autorità dapprima propretoriale e poi proconsolare o imperium. Anche se la Galazia era considerata una buona fonte di reclute e la Cappadocia disponeva di alcune unità di ausiliarii, il grosso dell'esercito proveniva dalla Siria, da dove metà degli effettivi di quattro legioni romane e diverse unità di ausiliari furono trasferiti al suo comando.
Inizialmente, i Romani sperarono di risolvere la situazione con la diplomazia: nel corso del 55, Corbulone e Ummidio Quadrato, governatore della Siria, inviarono entrambi ambascerie a Vologase, proponendo che egli cedesse ostaggi tra nobili della stirpe arsacide, come era d'uso durante le negoziazioni, per assicurare la sua buona fede. Vologase, dovendo fronteggiare anche la rivolta di suo figlio Vardane II che lo costrinse a ritirare le sue truppe dall'Armenia, prontamente acconsentì. Frattanto, Tiridate conservava indisturbato il possesso del suo regno.
Seguì un periodo di inattività, che Corbulone sfruttò per condurre una riorganizzazione radicale dell'esercito, costituito per lo più da veterani che non avevano un equipaggiamento adeguato e con scarsa pratica delle armi a causa del lungo periodo senza combattere: nel giro di due anni, tra il 56 e il 57, Corbulone riportò ad alti livelli la disciplina e la combattività delle proprie truppe, diminuita dalla lunga inattività nelle pacifiche guarnigioni dell'Oriente. Il primo compito di Corbulone fu di liberarsi dei vecchi e degli infermi e di rinforzare le unità con reclute tratte dalle vicine province di Galazia e Cappadocia, il secondo fu di addestrare, disciplinare e rinfoltire i ranghi delle sue legioni. Secondo Tacito, Corbulone escluse tutti i soldati troppo vecchi o in cattiva salute, mantenne l'intero esercito sotto tende a fronteggiare i gelidi inverni dell'altopiano anatolico per abituarli alle nevi dell'Armenia, e impose una disciplina rigorosa, punendo i disertori giustiziandoli. Al contempo tuttavia, si assicurò di rimanere costantemente presente tra le sue truppe, condividendo le loro difficoltà. Frattanto si aggiunse una nuova legione all'esercito romano in Cappadocia: la X Fretensis, proveniente dalla Siria, dove fu rimpiazzata dalla IV Scythica proveniente dalla Mesia, accompagnata da un adeguato corpo ausiliario di cavalleria e fanti.
Nel frattempo, Tiridate, sostenuto dal fratello, rifiutò di recarsi a Roma, e si impegnò in operazioni contro gli Armeni che riteneva fossero fedeli a Roma. La tensione crebbe e alla fine, all'inizio della primavera del 58, la guerra scoppiò.

### Scoppio della guerra e successi romani

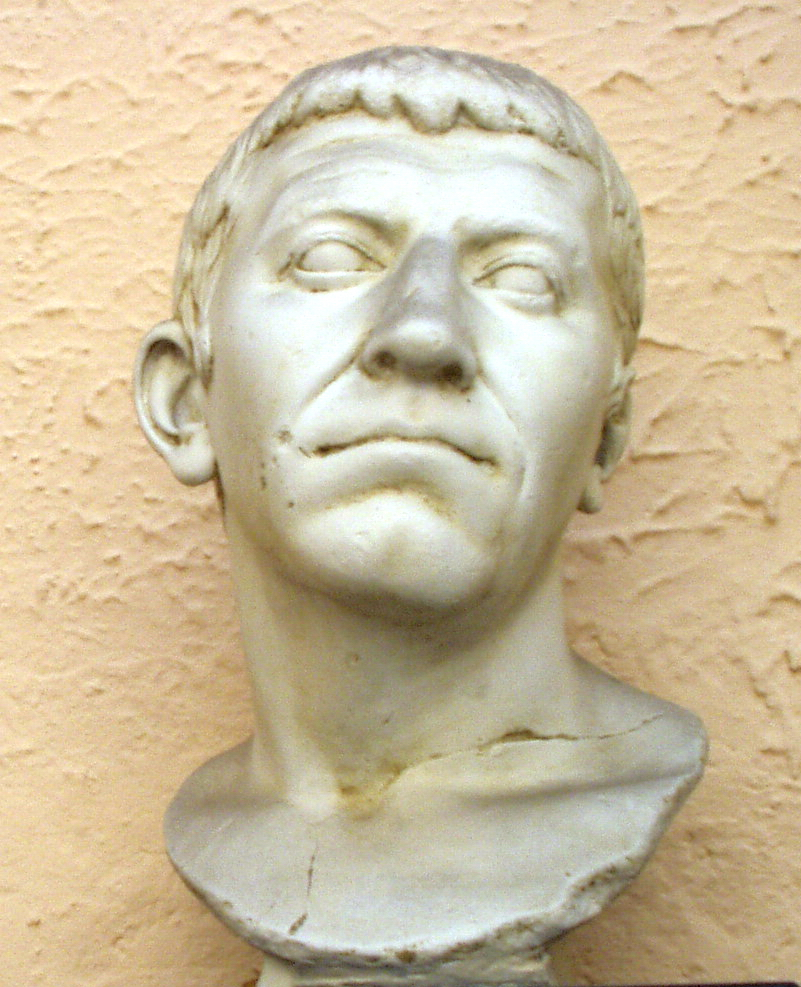
Il generale Gneo Domizio Corbulone in un ritratto dell'epoca.

Corbulone aveva collocato un adeguato numero di auxilia in una linea di forti presso la frontiera armena, sotto il comando di un ex primus pilus, Paccio Orfito. Disubbedendo agli ordini di Corbulone, costui, tuttavia, usò alcune unità alae di cavalleria ausiliaria da poco arrivata per sferrare un'incursione contro gli Armeni, che sembrò imprevista. Tuttavia, l'incursione fallì e le truppe in ritirata non fecero che diffondere il proprio panico tra le guarnigioni delle altre fortezze. Fu un inizio poco augurante per una campagna, e Corbulone punì severamente i superstiti e i loro comandanti.
Avendo addestrato appositamente l'esercito per due anni, Corbulone, malgrado questa disavventura, era pronto per l'avanzata in territorio nemico. Aveva tre legioni a sua disposizione (la III Gallica e la VI Ferrata dalla Siria e la IV Scythica), a cui si unirono quantità ingenti di ausiliari e contingenti alleati forniti dai re clienti orientali come Aristobulo di Armenia Minore e Polemone II del Ponto. La situazione era favorevole ai Romani: Vologase era intento a fronteggiare non solo una rivolta seria da parte degli Ircani nella regione del Mar Caspio, ma anche incursioni di nomadi Dahae e Sacae provenienti dall'Asia Centrale, e non era pertanto in grado di inviare aiuti militari a suo fratello.
La guerra consistette prevalentemente in piccoli scontri lungo la frontiera romano-armena. Corbulone tentò di proteggere gli insediamenti armeni favorevoli ai Romani da un attacco nemico, e simultaneamente si vendicò contro gli Armeni favorevoli ai Parti. Poiché Tiridate evitava lo scontro in campo aperto, Corbulone divise le sue forze, in modo che esse potessero attaccare più luoghi simultaneamente, e ordinò ai suoi alleati, i re Antioco IV del Commagene e Farasmane I di Iberia di sferrare incursioni in Armenia dai propri territori. Inoltre, concluse un'alleanza con i Moschoi, una tribù residente nell'Armenia nord-occidentale.
Tiridate reagì mandando inviati per chiedere il perché dell'attacco, avendo già in passato ceduto ostaggi. Corbulone reagì reiterando la richiesta di cercare il riconoscimento della propria corona da Nerone. Alla fine, i due schieramenti concordarono di negoziare. Tiridate annunciò che avrebbe portato 1 000 uomini all'incontro, implicando che Corbulone avrebbe dovuto portare lo stesso numero di uomini in atteggiamento pacifico, senza armi e elmetti. Tacito suggerisce che Tiridate intendesse sopraffare i Romani, in quanto la cavalleria partica sarebbe risultata superiore a un pari numero di fanti romani in ogni caso. In ogni modo, come prova di forza, Corbulone decise di portare con sé la maggior parte del suo esercito, non solo la VI Ferrata, ma anche 3 000 uomini dalla III Gallica a cui si aggiunsero gli ausiliari. Anche Tiridate giunse nel luogo concordato, ma, notando che i Romani fossero in piena configurazione da battaglia, e a sua volta non fidandosi delle loro intenzioni, non si avvicinò ulteriormente e si ritirò durante la notte. Tiridate allora fece ricorso a una tattica che aveva ben funzionato contro Marco Antonio: inviò truppe a devastare il percorso di rifornimento dell'esercito romano, che percorreva le montagne fino a Trapezo nel Mar Nero. Questa tattica tuttavia fallì, poiché i Romani avevano per precauzione reso sicuri i percorsi di montagna attraverso una serie di forti.

#### Caduta di Artaxata

Operazioni durante i primi due anni di guerra: l'invasione e conquista dell'Armenia da parte di Corbulone.

Corbulone decise a questo punto di attaccare direttamente le fortezze di Tiridate. Non solo esse erano strumentali nel controllo della regione confinante nonché fonti di gettito fiscale e di soldati, ma inoltre, un attacco alle fortezze avrebbe potuto costringere Tiridate a rischiare uno scontro in campo aperto, poiché, secondo lo studioso A. Goldsworthy, "un re che non riusciva a difendere le comunità a lui fedeli [...] avrebbe perso prestigio." Corbulone e i suoi subordinati riuscirono ad espugnare con successo tre di questi forti, compresa Volandum (probabilmente da identificare con la moderna Iğdır), "la più forte di tutte in quella provincia" secondo Tacito, entro un giorno con perdite minime, e massacrarono le loro guarnigioni. Terrorizzati da questa prova di forza da parte delle truppe romane, alcune città e villaggi si arresero, e i Romani si prepararono a muovere contro la capitale dell'Armenia settentrionale, Artaxata.
Ciò costrinse Tiridate a confrontarsi con i Romani con il suo esercito, allorché essi si avvicinarono ad Artaxata. L'esercito romano fu rinforzato da una vexillatio della X Fretensis, nonché da arcieri appiedati e da cavalleria ausiliaria. I soldati romani ricevettero ordini rigorosi di non rompere la formazione, e malgrado ripetuti attacchi e finte ritirate da parte degli arcieri a cavallo partici, essi riuscirono a tenere il campo fino all'arrivo della notte. Durante la notte, Tiridate ritirò la sua armata, abbandonando la capitale. La città, ammonita dalla sorte di Volandum, che poco prima era stata rasa al suolo e i cui cittadini erano stati venduti tutti come schiavi, aprì le sue porte al generale romano. La resa salvò la vita ai suoi abitanti, che ottennero di poter lasciare la capitale senza ricevere molestie, ma poiché i Romani non disponevano di sufficienti soldati per porvi una guarnigione, Corbulone la incendiò e la rase al suolo. Con la caduta di Artaxata si pose fine alla campagna dell'anno 58, e nei pressi della vecchia capitale ormai distrutta furono posti i quartieri d'inverno delle tre legioni.

#### Caduta di Tigranocerta
Nel 59, Corbulone decise di marciare in direzione sud-ovest ed occupare dopo circa 500 km di marcia anche la seconda capitale dell'Armenia, Tigranocerta. Durante la marcia l'esercito non incontrò una seria resistenza. Gli attacchi dei Mardi, una tribù di ladroni stanziata nella regione montagnosa a nord-est e ad est del lago di Van, vennero fronteggiati dagli alleati Iberi. Lungo la via, gli uomini di Corbulone punirono quelli che si nascondevano da essi, mentre mostravano pietà e benevolenza per quelli che si arrendevano. Nel terreno arido e aspro della Mesopotamia settentrionale, l'esercito soffrì per la mancanza di provviste, soprattutto acqua, finché non raggiunsero le regioni più fertili nei pressi di Tigranocerta. Nel frattempo, era stata scoperta e repressa una congiura per assassinare Corbulone. Alcuni nobili armeni che avevano raggiunto l'accampamento romano furono accusati di essere coinvolti nella congiura e giustiziati. Secondo Frontino, quando l'esercito romano arrivò a Tigranocerta, essi lanciarono la testa di uno dei cospiratori in città. Essa atterrò proprio nel luogo dove il concilio cittadino si era radunato; essi decisero immediatamente di arrendersi, consegnando la città ai Romani, che fu conseguentemente risparmiata. Certamente il successo di questi primi due anni di guerra era stato facilitato dalla rivolta degli Ircani, che avevano inviato un'ambasceria a Roma per richiedere l'alleanza come riconoscimento per il servizio da loro reso nell'impegnare Vologase.
L'esercito romano passò certamente l'inverno a Tigranocerta. Poco tempo dopo, un tentativo da parte dell'esercito partico condotto da re Vologase di entrare in Armenia fu bloccato da Verulano Severo, il comandante degli ausiliari. Nella primavera del 60 Tiridate tentò di invadere l'Armenia con un nuovo esercito dalla vicina Media Atropatene, ma venne respinto senza grosse difficoltà e costretto ad abbandonare la lotta. Corbulone poco dopo decise di completare la sottomissione dei territori appena conquistati con tutta una serie di spedizioni punitive contro le regioni ancora fedeli a Tiridate. Alcune parti dell'Armenia occidentale vennero inoltre cedute ai vassalli romani. La conquista definitiva dell'Armenia fu celebrata da Nerone che fu salutato come imperator per la sesta volta, mentre fu posto sul trono d'Armenia un principe romanizzato, “cliente” fidato. La scelta cadde su Tigrane VI, l'ultimo discendente della casa reale cappadocia, il quale fu incoronato a Tigranocerta. Corbulone lasciò 1 000 legionari, tre coorti ausiliarie e due alae di cavalleria (ca. 3-4 000 uomini) in Armenia per sostenere il nuovo monarca, e si ritirò con il resto della sua armata in Siria, di cui ottenne il titolo di governatore (nel 60) come ricompensa per i suoi successi.

### Controffensiva partica

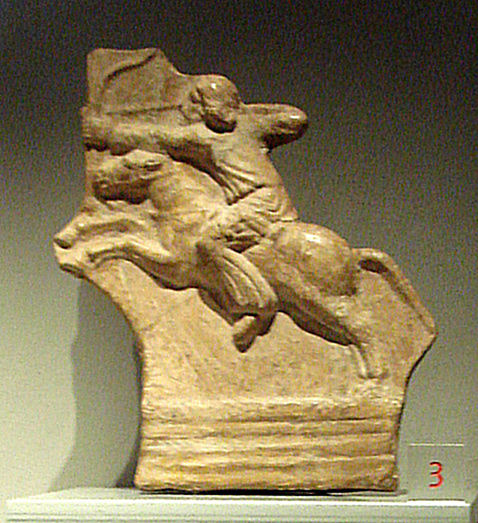
Bassorilievo raffigurante un arciere a cavallo partico. Altamente abili e mobili, essi formavano il nerbo dell'esercito partico. In combinazione con la cavalleria pesante catafratta essi formavano una forza molto efficiente che aveva già in precedenza annientato un esercito romano a Carre.

I Romani erano consapevoli che la loro vittoria era ancora fragile, e che ben presto il re partico, una volta repressa la rivolta in Ircania, avrebbe rivolto la sua attenzione sull'Armenia. Gli Ircani avevano già mandato ambasciatori a Roma nel 59/60 per chiedere rinforzi; quest'ultimi inviarono un presidio che per entrare in Ircania non attraversò i territori di Volagase, che probabilmente aveva perso il controllo nell'Iran meridionale a discapito del re indo-parto Gondofare. Nonostante la riluttanza da parte di Vologase di rischiare un conflitto con Roma, alla fine, fu costretto ad agire quando Tigrane sferrò un'incursione in Adiabene, regno vassallo dell'Impero partico, nel 61. Le furenti proteste del suo governatore Monobazo, e le sue richieste di protezione, non potevano essere ignorate da Vologase, il cui prestigio e autorità regale erano a rischio. Vologase, pertanto, concluse rapidamente un trattato con gli Ircani in modo da poter condurre una campagna contro Roma, e convocò un'assemblea degli ottimati del suo Impero. Quivi riaffermò pubblicamente la posizione di Tiridate come re di Armenia incoronandolo con un diadema. In modo da reinsediare suo fratello sul trono armeno, il re partico assemblò un'armata costituita soprattutto da cavalleria e condotta da Monaese, complementata da alcuni reggimenti di fanteria provenienti dall'Adiabene.
In tutta risposta, Corbulone inviò le legioni IV Scythica e XII Fulminata in Armenia, mentre mantenne le altre tre legioni sotto il suo comando (III Gallica, VI Ferrata e XV Apollinaris) per fortificare la linea difensiva del fiume Eufrate, temendo che i Parti avrebbero potuto invadere la Siria. Al contempo, fece richiesta a Nerone affinché venisse assunto un separato legato per la Cappadocia, con la responsabilità di condurre la guerra in Armenia.

#### Assedio di Tigranocerta
Monaese, nel frattempo, entrò in Armenia e si avvicinò a Tigranocerta. Tigrane si era preso cura di accumulare provviste, e la città era ben fortificata e difesa da guarnigioni romane e armene. L'assedio fu largamente intrapreso dal contingente dall'Adiabene, poiché i Parti, essendo costituiti soprattutto da cavalleria, erano incapaci e non desiderosi di intraprendere un assedio. L'assalto partico fallì, venendo respinto con diverse perdite da una vittoriosa sortita romana. A questo punto, Corbulone inviò un inviato a Vologase, che si era accampato con la sua corte a Nisibi, nei pressi di Tigranocerta e della frontiera romano–partica. Il fallimento dell'assedio e la carenza di foraggio per la sua cavalleria costrinse Vologase ad accettare di ritirare Monaese dall'Armenia. Al contempo, tuttavia, anche i Romani lasciarono l'Armenia, atto che, secondo Tacito, fece sì che sorgessero sospetti sulle motivazioni di Corbulone: alcuni insinuarono che avesse raggiunto un accordo di ritiro mutuo con i Parti, e che non intendesse mettere a repentaglio la propria reputazione rinnovando le ostilità. In ogni modo, venne firmata una tregua e un'ambasceria partica fu inviata a Roma. Le negoziazioni per raggiungere un accordo fallirono, e la guerra riprese nella primavera del 62.
Nel frattempo, il legato richiesto per la Cappadocia era arrivato: si trattava di Lucio Cesennio Peto, console dell'anno precedente (61). L'esercito fu diviso tra lui e Corbulone, con la IIII Scythica e XII Fulminata, oltre a vessillazioni dell'appena arrivata V Macedonica e gli ausiliari da Ponto, Galazia e Cappadocia che furono affidati a Peto, mentre Corbulone mantenne per sé la III Gallica, VI Ferrata e la X Fretensis. A causa del loro antagonismo per la gloria, le relazioni tra i due comandanti romani furono compromesse fin dall'inizio. È degno di nota che Corbulone mantenne per sé le legioni con cui aveva condotto le sue campagne negli anni precedenti, e affidò al suo collega, a cui dopotutto era stata affidata la campagna principale, le unità dell'esercito più inesperte. L'armata romana schierata contro i Parti era, nonostante tutto, considerevole: le sole sei legioni totalizzavano all'incirca 30 000 uomini. Il numero esatto e la disposizione delle unità ausiliarie non è chiaro, ma vi erano sette alae di cavalleria e sette coorti di fanteria solo in Siria, comprendenti una forza di 7-9 000 uomini.

#### Battaglia di Rhandeia

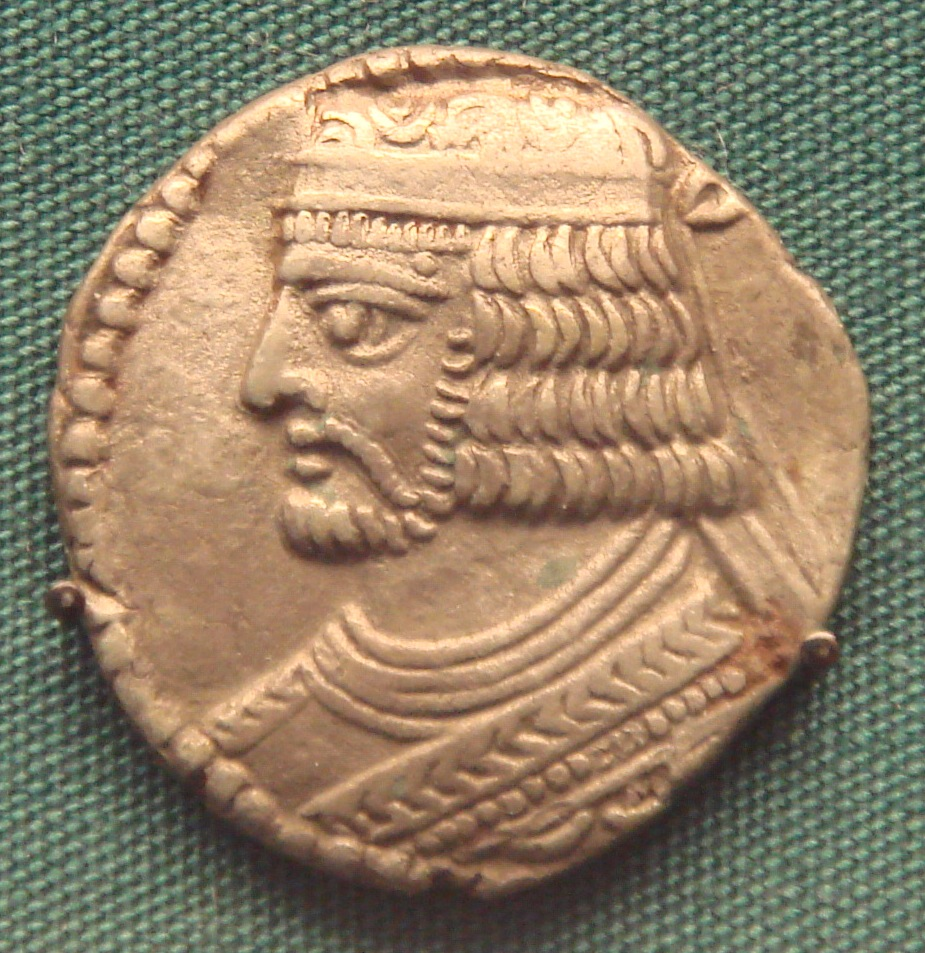
Moneta d'oro di Vologase I, Re di Partia.

Peto, nonostante tutto, sembrava confidare nella vittoria, e reagì alla dichiarazione di guerra partica e alla conquista di Tigranocerta invadendo l'Armenia, mentre Corbulone rimase in Siria, rinforzando ulteriormente le fortificazioni sulla frontiera dell'Eufrate. Peto aveva con sé solo due legioni, la IV Scythica e la XII Fulminata, e avanzò verso Tigranocerta. Vennero espugnate alcune fortezze minori, ma lo scarseggiare di rifornimenti lo costrinse a ritirarsi verso occidente per svernare.
I Parti avevano in origine pianificato di invadere la Siria, ma Corbulone diede mostra convincente di forza militare, costruendo una forte flotta di navi equipaggiata di catapulte e un ponte sull'Eufrate, che gli consentì di stabilire una testa di ponte in territorio partico. Pertanto i Parti abbandonarono i loro piani di invadere la Siria, e rivolsero la loro attenzione sull'Armenia. Quivi, Peto aveva disperso le proprie forze, cosicché fu preso alla sprovvista dall'avanzata partica. Una volta appreso di essa, avanzò inizialmente per scontrarsi con Vologase, ma dopo che un distaccamento di ricognizione fu sconfitto, fu preso dal panico e si ritirò rapidamente. Peto inviò la moglie e il figlio nella fortezza di Arsamosata in modo che potessero essere al sicuro, e provò ad arrestare l'avanzata partica occupando i passi dei Monti Tauro con distaccamenti del suo esercito. Così facendo, tuttavia, disperse ulteriormente le sue truppe, che così vennero nel complesso sconfitte dai Parti. Il morale dell'esercito romano si abbassò considerevolmente, trovandosi assediato in una serie di accampamenti eretti frettolosamente nei pressi di Rhandeia. La situazione apparve a Peto molto difficile, perché gli arcieri parti riuscivano a bersagliare l'interno della città, mentre la presenza dei clibanari nemici impediva le sortite. Peto, che sembrava essere caduto in una disperata inattività, inviò urgenti messaggeri a Corbulone affinché intervenisse in suo soccorso.

Operazioni nel corso degli anni finali della guerra: le incursioni di Tigrane in territorio partico provocò una controffensiva partica, che culminò nella resa dell'esercito romano di L. Cesennio Peto.

Corbulone era stato, nel frattempo, informato del pericolo corso dal suo collega, e aveva prontamente inviato parte delle sue truppe in suo soccorso; ma non marciò personalmente per unirsi a Peto, e alcuni lo accusarono di aver preso tempo in modo da ottenere maggiore gloria nel salvarlo. Nonostante tutto, quando arrivarono le richieste di aiuto, rispose prontamente marciando con metà dell'esercito della Siria, portando con sé, trasportate su cammelli, molte provviste. Presto incontrò uomini dispersi dell'esercito di Peto, e li spinse a unirsi al suo esercito. Ma prima che potesse giungere in suo soccorso, Peto aveva capitolato: i Parti, consapevoli che stavano arrivando rinforzi in soccorso dei Romani, avevano molestato sempre di più gli assediati Romani, spingendo Peto a inviare una lettera a Vologase per negoziare una tregua. Il conseguente trattato fu umiliante: non solo i Romani furono costretti a lasciare l'Armenia e a consegnare tutti i forti detenuti in quella regione, ma accettarono anche di costruire un ponte sul vicino fiume Arsanias sul quale Vologase avrebbe potuto passare in trionfo, seduto su un elefante. Inoltre, l'esercito romano fu liberamente saccheggiato dagli Armeni, che si impadronirono delle armi e degli equipaggiamenti dei Romani senza trovare resistenza. A peggiorare ulteriormente la situazione, secondo informazioni non certe riportate da Tacito, i Romani sarebbero stati costretti a passare sotto il giogo, un gesto di pesante umiliazione per i Romani.
Le due armate romane si incontrarono sulle rive dell'Eufrate nei pressi di Melitene, con scene di ostilità mutua; mentre Corbulone si lamentò con Peto per aver vanificato i risultati delle sue campagne degli anni precedenti, Peto provò a convincerlo di tentare a capovolgere la situazione invadendo l'Armenia. Corbulone, tuttavia, rifiutò, affermando che non aveva l'autorità per agire così, e che in ogni modo l'esercito era risultato troppo indebolito per poter condurre con successo una tale campagna. Alla fine, Peto si ritirò in Cappadocia e Corbulone in Siria, dove ricevette inviati da Vologase, che chiese di evacuare la sua testa di ponte sull'Eufrate. In cambio, Corbulone richiese l'evacuazione partica dell'Armenia. Vologase accettò, ed entrambe le parti ritirarono le loro truppe, lasciando ancora una volta l'Armenia senza un capo, ma de facto sotto controllo partico, fino a quando una delegazione partica non si fosse recata a Roma.

### Il ritorno di Corbulone e i negoziati di pace
Roma, nel frattempo, sembra essere stata largamente inconsapevole della situazione reale in Armenia. Tacito acidamente riporta che "trofei per la guerra partica e archi furono eretti al centro del colle Capitolino" per decreto del Senato, anche se l'esito della guerra era ancora incerto. Qualunque aspettativa avesse il governo romano, fu disillusa dall'arrivo della delegazione partica nella primavera del 63. Le loro richieste, e il conseguente interrogatorio del centurione che li aveva accompagnati, rivelarono a Nerone e al Senato la vera portata del disastro, che Peto aveva nascosto nelle sue lettere. Nonostante ciò, secondo Tacito, i Romani decisero di "accettare una guerra perigliosa piuttosto che una pace vergognosa"; Peto fu richiamato, e Corbulone collocato di nuovo al comando della spedizione in Armenia, ricevendo un imperium straordinario che lo poneva al di sopra di tutti gli altri governatori e re clienti in Oriente. La carica di Corbulone come governatore della Siria fu affidata a Gaio Cestio Gallo.
Dal momento che i negoziati si protraevano, alla ricerca di una sistemazione definitiva, a Roma si decise una grande dimostrazione di forza. Corbulone riorganizzò le sue armate, ritirando le legioni sconfitte e demoralizzate IV Scythica e XII Fulminata in Siria, lasciando la X Fretensis a difendere la Cappadocia, e conducendo le veterane III Gallica e VI Ferrata a Melitene, dove intendeva radunare l'esercito con cui intendeva invadere il territorio nemico. Ad esse aggiunse anche la V Macedonica, che era rimasta in Ponto nel corso dell'anno precedente e che non era stata danneggiata dalla sconfitta, la da poco arrivata XV Apollinaris, e larghi numeri di ausiliari e contingenti dei re clienti. Corbulone disponeva di ben 7 legioni oltre a truppe ausiliarie per un totale non inferiore alle 50 000 unità.
Dopo un'azione dimostrativa al di là dell'Eufrate, pur non essendo ancora avanzato di molto lungo la strada un tempo seguita da Lucullo e recentemente da Peto, ricevette ambasciatori inviati da Tiridate e da Vologase. All'arrivo di un'armata così imponente, e consapevoli dell'abilità di Corbulone come generale, i due Arsacidi erano ansiosi di negoziare. Corbulone, senza alcun dubbio su istruzioni ricevute da Nerone, reiterò la vecchia posizione romana: se Tiridate avesse accettato la sua corona da Roma, allora il rinnovo delle ostilità avrebbe potuto essere evitato. Tiridate prontamente accettò di negoziare, e Rhandeia, la scena della sconfitta romana dell'anno precedente, fu concordata come luogo d'incontro. Per gli Armeni, quel luogo era inteso come ricordo della loro forza, mentre Corbulone accettò di negoziare lì perché sperava di far dimenticare la disgrazia precedente, con la guerra o con la pace. Una volta lì, Corbulone mise il figlio di Peto, che lo serviva come legato, alla testa di un gruppo che doveva raccogliere i resti dei soldati romani e assicurare loro un'adeguata sepoltura. Al giorno concordato, sia Tiridate che Corbulone, ognuno accompagnato da 20 cavalieri, si incontrarono tra i due accampamenti. L'accordo con il "re dei re" prevedeva che, ristabilito il prestigio di Roma con il riconoscimento dell'Armenia come protettorato romano, fosse però lasciato sul suo trono ancora Tiridate, fratello del re dei Parti. Tiridate accettò di viaggiare a Roma e cercare conferma della sua incoronazione da Nerone. In segno di questo accordo, alcuni giorni dopo, entrambe le armate si disposero come se dovessero sfilare. Tiridate si avvicinò all'accampamento romano, dove una statua dell'imperatore Nerone era stata eretta su una piattaforma innalzata, e collocò il suo diadema regale ai suoi piedi in segno di sottomissione.

## Conseguenze

### Reazioni immediate

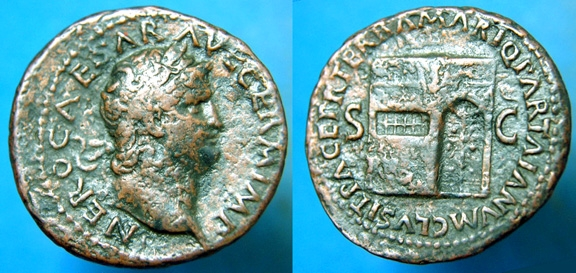
Aes celebrativo coniato nel 66, raffigurante le porte del Tempio di Giano chiuse, simbolo di pace universale. Essa non sarebbe durata a lungo: in quello stesso anno, sarebbe scoppiata la prima guerra giudaica, e molte delle unità coinvolte nella guerra in Armenia dovettero essere inviate per sopprimere la rivolta giudaica.

Nel 66, Tiridate I visitò Roma per ricevere la propria corona e fu ricevuto con grande fasto da Nerone, che sfruttò tale occasione per aumentare la propria popolarità. Con tale gesto Nerone poté affermare in Senato che aveva raggiunto la pace in tutto l'Impero ed iniziò i sontuosi festeggiamenti per la ricorrenza del trecentesimo anniversario della seconda chiusura delle porte del tempio di Giano (avvenuta nel 235 a.C.), che vennero di nuovo chiuse, fregiandosi del titolo di Pacator.
Nerone celebrò questa pace come un grande risultato: fu acclamato a imperator e celebrò un trionfo, anche se non fu conquistato nessun nuovo territorio, e la pace rappresentava più un compromesso piuttosto che una vera vittoria.
In quanto a Corbulone, ricevette inizialmente grandi onori da Nerone in quanto era grazie a lui che Nerone poté celebrare il suo "trionfo", ma la sua popolarità e l'influenza che esercitava sull'esercito lo resero un rivale potenziale. In seguito al coinvolgimento del genero Lucio Annio Viniciano in una congiura fallita contro Nerone nel 66, Corbulone fu sospettato di tradimento dall'Imperatore. Nel 67, mentre viaggiava in Grecia, Nerone ordinò che fosse giustiziato; ricevuta la notizia, Corbulone si suicidò.

### Impatto sulla storia
Le campagne di Corbulone furono il preludio alle grandi campagne militari compiute dai Romani in territorio partico e che da Traiano a Flavio Claudio Giuliano permisero alle armate di Roma di penetrare in profondità nel paese nemico, indebolendolo e rendendo possibile occupare più volte la stessa capitale Ctesifonte.
Anche se Roma avrebbe potuto prevalere militarmente in Armenia, politicamente, non aveva nessuna alternativa genuina alla candidatura arsacide sul trono armeno. L'Armenia sarebbe stata governata da quel momento in poi da una dinastia iraniana, e nonostante la sua sottomissione nominale a Roma, sarebbe finita sotto una sempre crescente influenza partica. Secondo i giudizi delle generazioni successive, "Nerone aveva perso l'Armenia", e anche se la Pace di Rhandeia pose inizio a un periodo di relazioni relativamente pacifiche che sarebbero durate 50 anni, l'Armenia avrebbe continuato ad essere un territorio costantemente conteso tra i Romani, i Parti, e i loro successori Sasanidi. A breve termine, tuttavia, la pace assicurata da Nerone fu rispettata da entrambe le parti, persino quando il grosso delle armate orientali di Roma erano coinvolte nella soppressione della rivolta giudaica.
La guerra aveva inoltre dimostrato ai Romani che il sistema difensivo in Oriente, organizzato da Augusto, non era più adeguato. Pertanto gli anni successivi videro un'importante riorganizzazione dell'Oriente romano: i regni clienti di Ponto e Colchide (nel 64), Cilicia, Commagene e Armenia Minore (nel 72) divennero province romane, il numero di legioni nell'area fu aumentato, e la presenza romana nei regni clienti caucasici di Iberia e Albania fu rafforzata, con lo scopo di accerchiare strategicamente l'Armenia. Il diretto controllo romano fu esteso sull'intera linea dell'Eufrate, segnando gli inizi del limes orientale che sarebbe sopravvissuto fino alle conquiste islamiche del VII secolo.

### Fonti primarie
- Cassio Dione, Storia romana, LXXI-LXXII.
- Svetonio, Vite dei Cesari, Libro VI.
- Tacito, Annales. Traduzione in inglese.
- Cassio Dione, Historia Romana. Traduzione in inglese

### Letteratura storiografica
- Storia del mondo antico, in L'impero romano da Augusto agli Antonini, VIII, Milano, Cambridge University Press, 1975.
- F. A. Arborio Mella, L'impero persiano da Ciro il Grande alla conquista araba, Milano, Mursia, 1980
- J. R. Gonzalez, Historia del las legiones romanas, Madrid, 2003.
- Yann Le Bohec, L'esercito romano, Roma, 1992, ISBN 88-430-1783-7.
- Edward Luttwak, La grande Strategia dell'Impero romano, Milano, 1981.
- F. Millar, The roman near east - 31 BC / AD 337, Harvard, 1993.
- Parker, Roman legions, New York, 1928.
- S. Mazzarino, L'Impero Romano I, Roma-Bari, Laterza, 2017
- H.D.H Bivar, The Political History of Iran under the Arsacids: Continuation of conflict with Rome over Armenia, in William Bayne Fisher, Ilya Gershevitch, Ehsan Yarshater, R. N. Frye, J. A. Boyle, Peter Jackson, Laurence Lockhart, Peter Avery, Gavin Hambly, Charles Melville (a cura di), The Cambridge History of Iran, Cambridge University Press, 1968, ISBN 0-521-20092-X.
- Kaveh Farrokh, Parthia from Mark Antony to the Alan Invasions, in Shadows in the Desert: Ancient Persia at War[collegamento interrotto], Osprey Publishing, 2007, ISBN 1-84603-108-7.
- Adrian Goldsworthy, Imperial legate: Corbulo and Armenia, in In the name of Rome: The men who won the Roman Empire, Phoenix, 2007, ISBN 978-0-7538-1789-6.
- Maurice Sartre, translated by: Porter, Catherine & Rawlings, Elizabeth, The Middle East Under Rome, Harvard University Press, 2005, ISBN 978-0-674-01683-5.
- David Shotter, Nero (Second Edition), London and New York, Routledge, 2005, ISBN 0-415-31942-0.
- Pat Southern, The Roman Army: A Social and Institutional History, Oxford University Press, 2007, ISBN 978-0-19-532878-3.
- Everett L. Wheeler, The Army and the Limes in the East, in Gardiner, Robert (a cura di), A Companion to the Roman Army, Blackwell Publishing Ltd., 2007, ISBN 978-1-4051-2153-8.